# Зимбабвийско-мозамбикские отношения
Зимбабвийско-мозамбикские отношения — двусторонние дипломатические отношения между Зимбабве и Мозамбиком. Протяжённость государственной границы между странами составляет 1402 км.

## История
Во время Гражданской войны в Мозамбике официальные лица Зимбабве оказывали помощь ФРЕЛИМО, что предопределило дружеский характер отношений между странами. В 2013 году министр обороны Зимбабве сделал заявление, что в случае обострения ситуации в Мозамбике со стороны РЕНАМО, вооружённые силы Зимбабве окажут любую возможную помощь для сохранения мира и спокойствия в соседней стране.
В июне 2015 года президент Зимбабве Роберт Мугабе прибыл в Мапуту для участия в праздничных мероприятиях, посвященных 40-й годовщине независимости Мозамбика от Португалии. В феврале 2017 года между странами разгорелся пограничный конфликт связанный с активностью повстанцев РЕНАМО вдоль государственной границы, а также в фактах хищения зимбабвийского крупного рогатого скота вооружёнными людьми из Мозамбика.
В ноябре 2017 года в Зимбабве произошёл военный переворот, президент Роберт Мугабе был взят под стражу. 23 ноября 2017 года министр иностранных дел Мозамбика выразил надежду, что с приходом к власти в Зимбабве Эммерсона Мнангагвы отношения между странами улучшатся.

## Экономика
В период между 2012 и 2014 годом товарооборот между странами увеличился на 64 % (с 443 млн. долларов США до 725 млн долларов США). Экспорт Зимбабве в Мозамбик: электротовары и аксессуары, оборудование, прицепы, изделия из железа и стали, цемент, защитную одежду, безалкогольные напитки, фрукты, овощи, молочные продукты, котлы, конвейерные ленты, двери и оконные рамы. В декабре 2015 года Мозамбик стал вторым по величине экономическим партнером Зимбабве в Африке, после Южно-Африканской Республики. На Мозамбик пришлось 18 % от всего объема экспорта товаров Зимбабве.